# Acanthogobius lactipes
Acanthogobius lactipes  es un género de peces de la familia de los Gobiidae 
en el orden de los Perciformes.

## Morfología
Los machos pueden alcanzar los 9 cm de longitud total.